# Índex Global d'Esclavitud
L'Índex Global d'Esclavitud (de l'anglès Global Slavery Index) és un rànquing anual de les condicions d'esclavitud dels estats de tot el món (el 2013 n = 162, el 2014 i 2016 n = 167), publicat per la Walk Free Foundation. El 2013, el primer Índex Global d'Esclavitud, ja va incloure informació sobre la prevalença, vulnerabilitat i les respostes governamentals a nivells dels estats. El 2013 el mateix índex ja es calculà sobre la base d'una mesura combinada de tres factors:
- La prevalença estimada de l'esclavitud actual per la població (utilitzant fonts de dades primàries i secundàries).
- Una mesura del matrimonis infantils.
- Una mesura del tràfic de persones dins i fora de cada estat.

El 2014 la metodologia s'actualitza de forma substancial. El 2014 l'Índex Global d'Esclavitud inclou tres punts de dades per a cada estat: estimació de la prevalença d'esclavitud actual, mesures de vulnerabilitat i una avaluació de la força de les respostes donades pel govern. L'índex va ser pioner en l'ús de les enquestes aleatòries en la mostra, representatives a nivell estatal per estimar la prevalença. Això va incloure la posada de set estudis el 2014 i altres 19 a través d'enquestes de Gallup el 2015.
L'Índex 2014 inclogué estudis de molts estats amb les seves recomanacions polítiques, incloent: Austràlia, Pakistan, Índia, Brasil, Regne Unit, Estats Units, Qatar i altres.

## Índex del 2016
El 2016, Walk Free Foundation va estimar en el seu informe que:
- Unes 45,8 milions de persones estan en alguna forma d'esclavitud moderna en 167 estats.
- Els estats amb la major prevalença estimada d'esclavitud moderna en proporció a la seva població són Corea del Nord, Uzbekistan, Cambodja, Índia i Qatar.

## Controvèrsia
Segons els investigadors Andrew Guth, Robyn Anderson, Kasey Kinnard i Hang Tran, una anàlisi dels mètodes de l'índex revela debilitats i crítiques importants i planteja preguntes sobre la seva replicabilitat i validesa. Afirmen que la publicitat donada a l'Índex està donant lloc a la utilització de les seves pobres dades no solament per a revistes de cultura popular i de prestigi i per a agències de notícies, sinó també per a publicacions acadèmiques i per alts responsables de les polítiques.